# Новотарасівка
Новотара́сівка — село в Україні, у Солонянській селищній громаді Дніпровського району Дніпропетровської області. Населення станом на 2021 рік — 34 мешканці.

## Географія
Село Новотарасівка розміщене на правому березі річки Мокра Сура, нижче за течією на відстані 1,5 км розташоване село Маяк.

## Населення

### Мова
Розподіл населення за рідною мовою за даними перепису 2001 року:
| Мова       | Відсоток |
| ---------- | -------- |
| українська | 95 %     |
| російська  | 5 %      |

## Інтернет-посилання
- Погода в селі Новотарасівка

1. ↑  Рідні мови в об'єднаних територіальних громадах України — Український центр суспільних даних